# كاثرين دوفور
كاثرين دوفور (بالدنماركية: Cathrine Dufour)‏ هي فارسة سباق دنماركية، ولدت في 2 يناير 1992.

## وصلات خارجية
- كاثرين دوفور على موقع الاتحاد الدولي للفروسية (الإنجليزية)
- كاثرين دوفور على موقع FEI (رابط بديل) (الإنجليزية)
- كاثرين دوفور على موقع أوليمبيديا (الإنجليزية)